# La Puebla del Río
La Puebla del Río er en by og kommune i det sydlige Spanien i provinsen Sevilla. Den har et indbyggertal på 11.871 (2024) indbyggere.